# Уакон (город, Миннесота)
Уакон (англ. Wahkon) — город в округе Мил-Лакс, штат Миннесота, США. На площади 2,5 км² (2,5 км² — суша, водоёмов нет), согласно переписи 2002 года, проживают 314 человек. Плотность населения составляет 123,8 чел./км².
- Телефонный код города — 320
- Почтовый индекс — 56386
- FIPS-код города — 27-67558[1]
- GNIS-идентификатор — 0653719[2]